# Elisabeth Warling
Maria Elisabeth Warling,född 8 april 1858 i Klara församling, Stockholm, död 25 november 1915 i Hedvig Eleonora församling, var en svensk målare och tecknare. 

## Biografi
Elisabeth Warling var dotter till konditorn Viktor Warling och Carin Sjögren. Warling studerade vid Tekniska skolan i Stockholm 1875–1877 och Konstakademien 1877–1883 samt utomlands vid bland annat Académie Colarossi i Paris 1875–1887 efter att hon tilldelats ett stipendium från Konstakademien. Hon medverkade i Konstakademiens Stockholmsutställning 1887, den nordiska utställningen i Köpenamn 1888 och ett flertal av Svenska konstnärernas förenings utställningar i Stockholm från 1890, Sveriges allmänna konstförenings decemberutställning 1911, Föreningen Svenska Konstnärinnor utställningar i Stockholm 1911 och i Lund 1912 samt Baltiska utställningen 1914. En minnesutställning med hennes konst arrangerades av Svenska konstnärernas förening på Konstnärshuset i Stockholm 1916 och i samband med Föreningen Svenska Konstnärinnors utställning på Liljevalchs konsthall 1917 visades en mindre minneskollektion. 
Hennes konst består huvudsakligen av genre- och porträtt målningar utförda i olja, gouache, akvarell eller i blyertsteckningar men hon utförde även i mindre omfattning figurstudier och landskapsskildringar. Tillsammans med akademikamraten Charlotte Wahlström vistades hon några somrar i Arild för att måla landskap. Som illustratör medverkade hon med lustiga karikatyrer i Idun och Anna Wahlenbergs Prinsessans visa 1909. Trots ett omvittnat förfinat färgsinne lyckades hon inte skapa sig ett större namn under sin livstid men några av hennes porträtt blev under hennes verksamma tid uppmärksammade bland annat det över Gerda Kallstenius från 1885 och statsrådet P.J. von Ehrenheim samt några barnkammarsöta genremålningar. Warling är representerad vid bland annat Nationalmuseum, Uppsala universitet, Lunds universitet, Karolinska institutet, Västergötlands museum och Östergötlands museum.

## Galleri

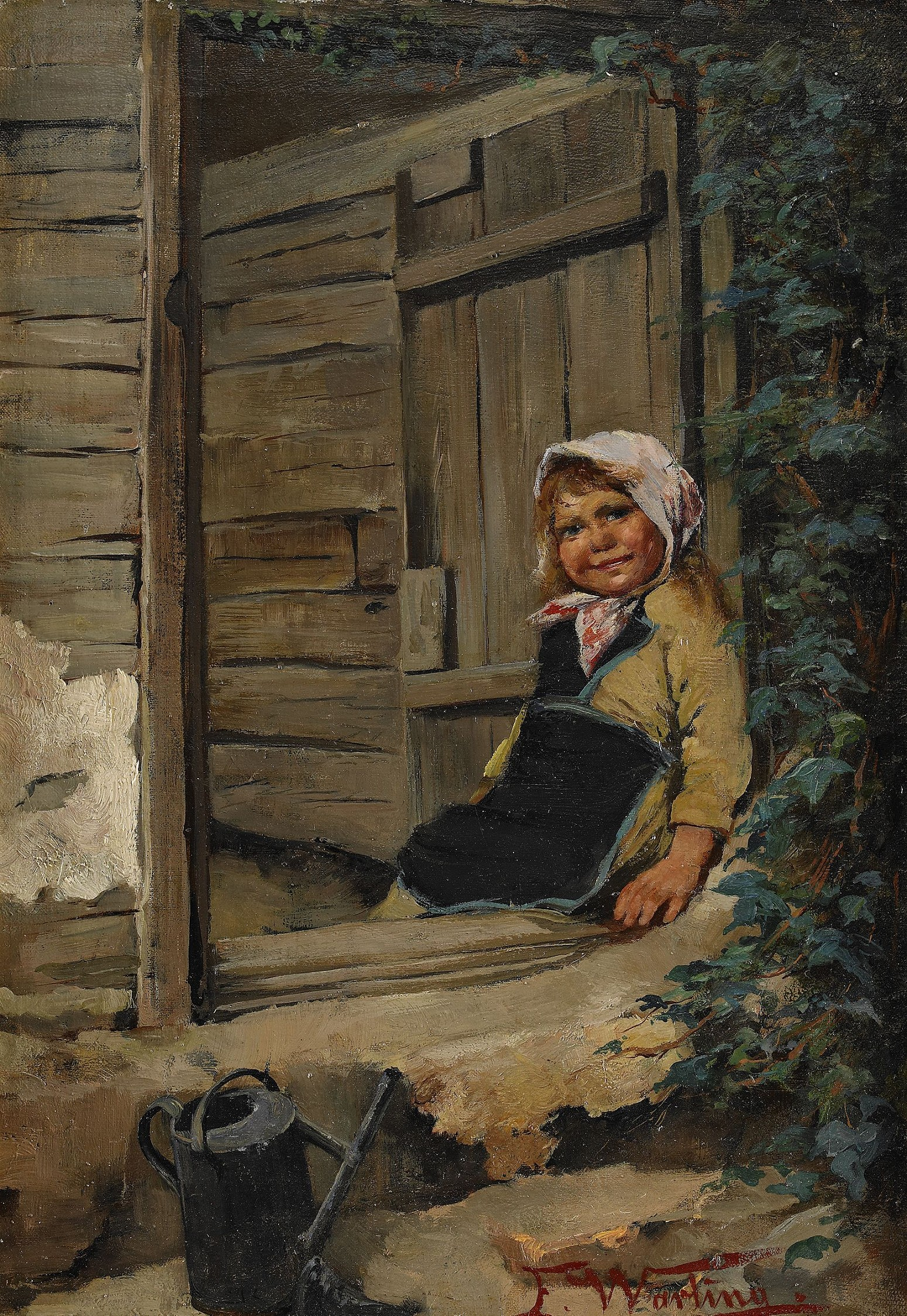
Liten flicka i dörröppning
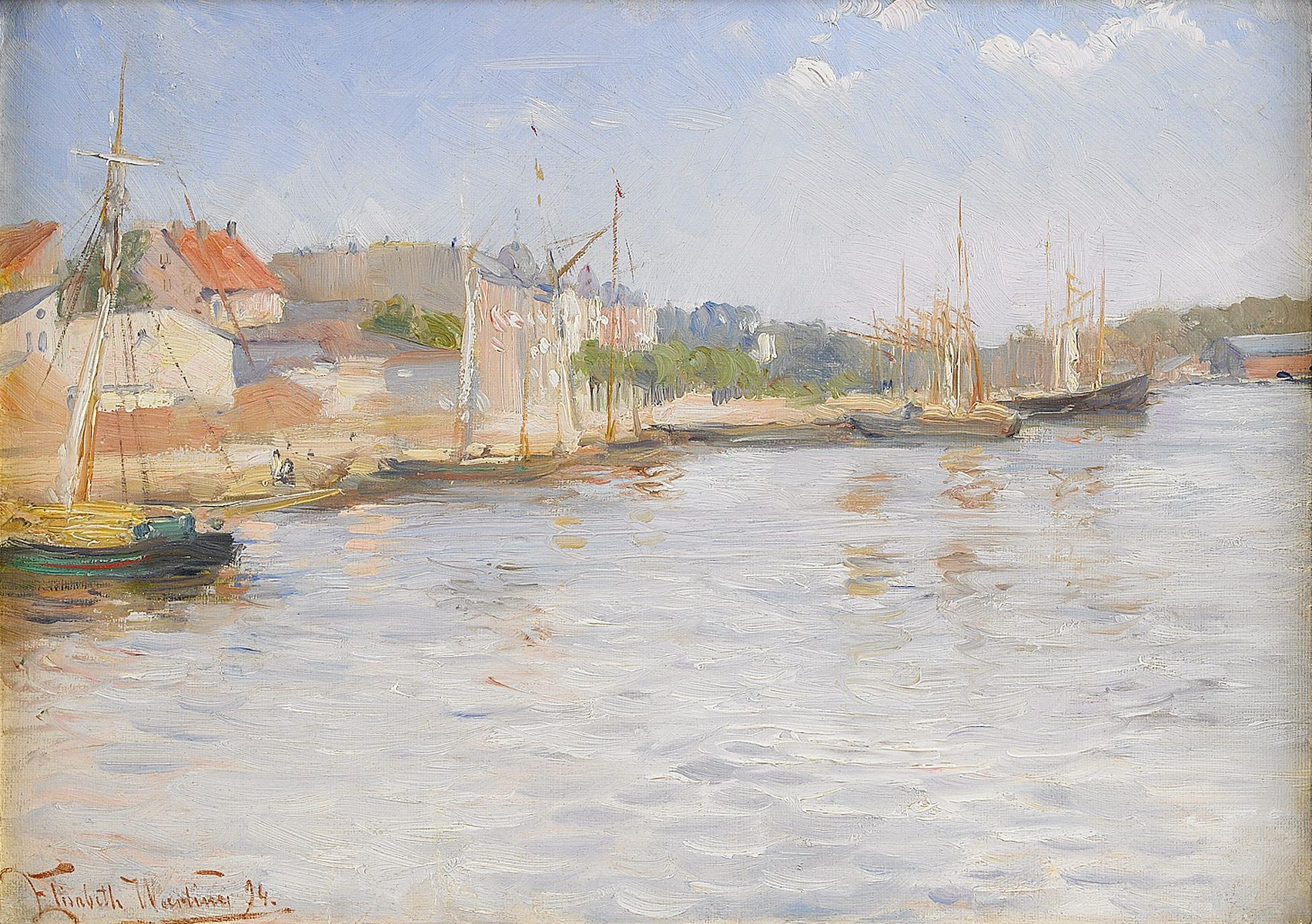
Strandvägen i Stockholm (1874)
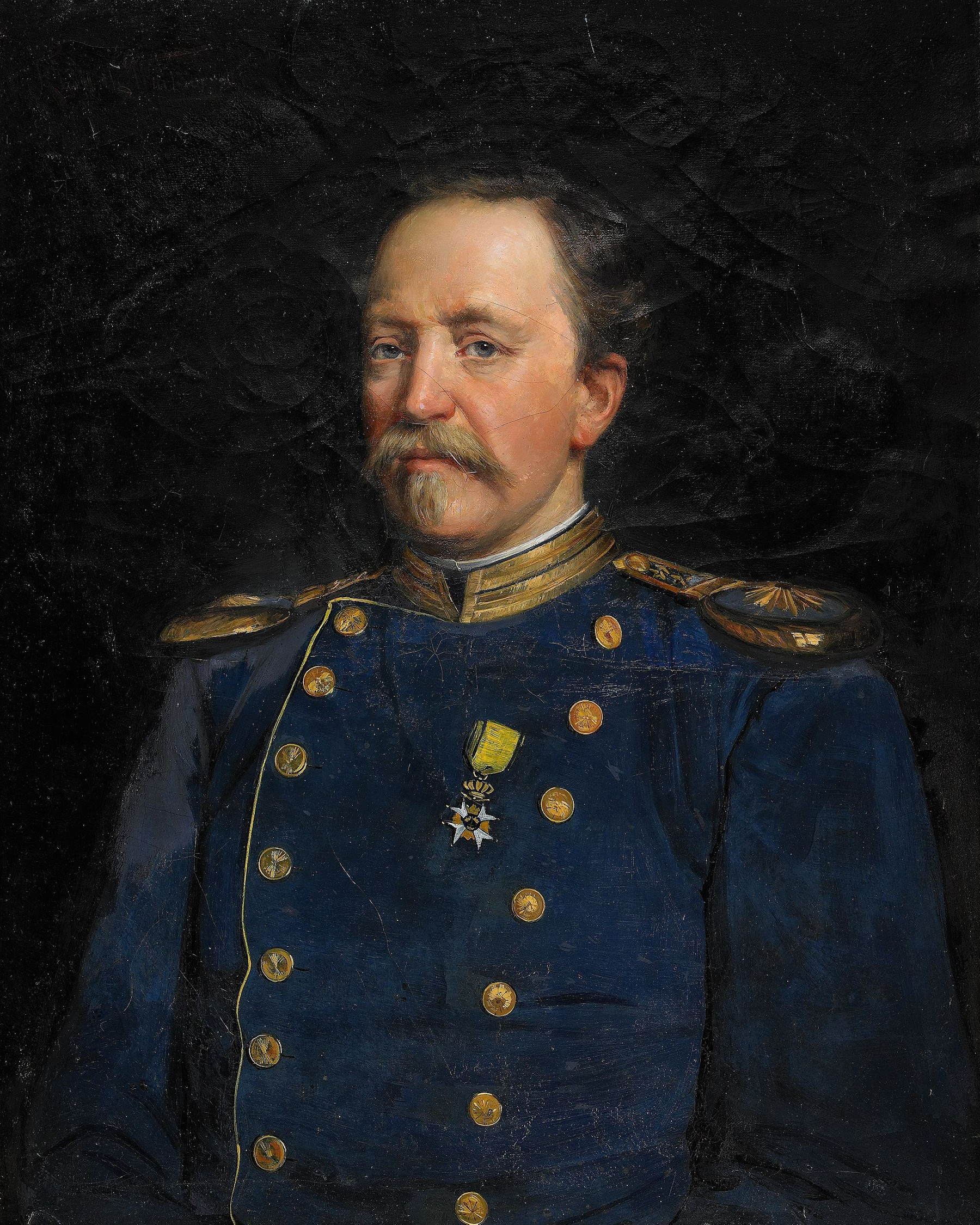
Porträtt av kapten friherre Lars Gustav von Paykull (1890)
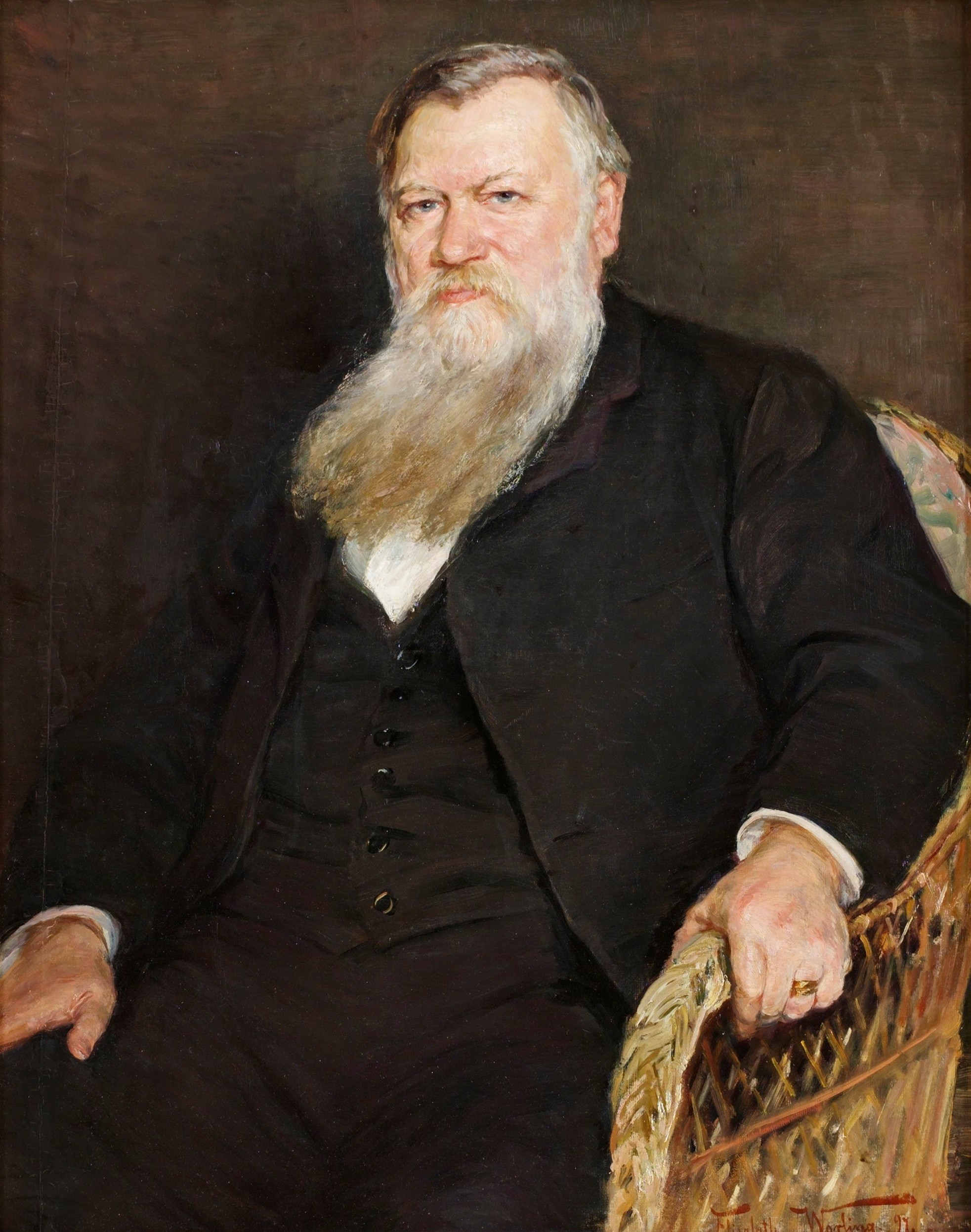
Porträtt av riksantikvarien Hans Olof Hildebrand (1897)
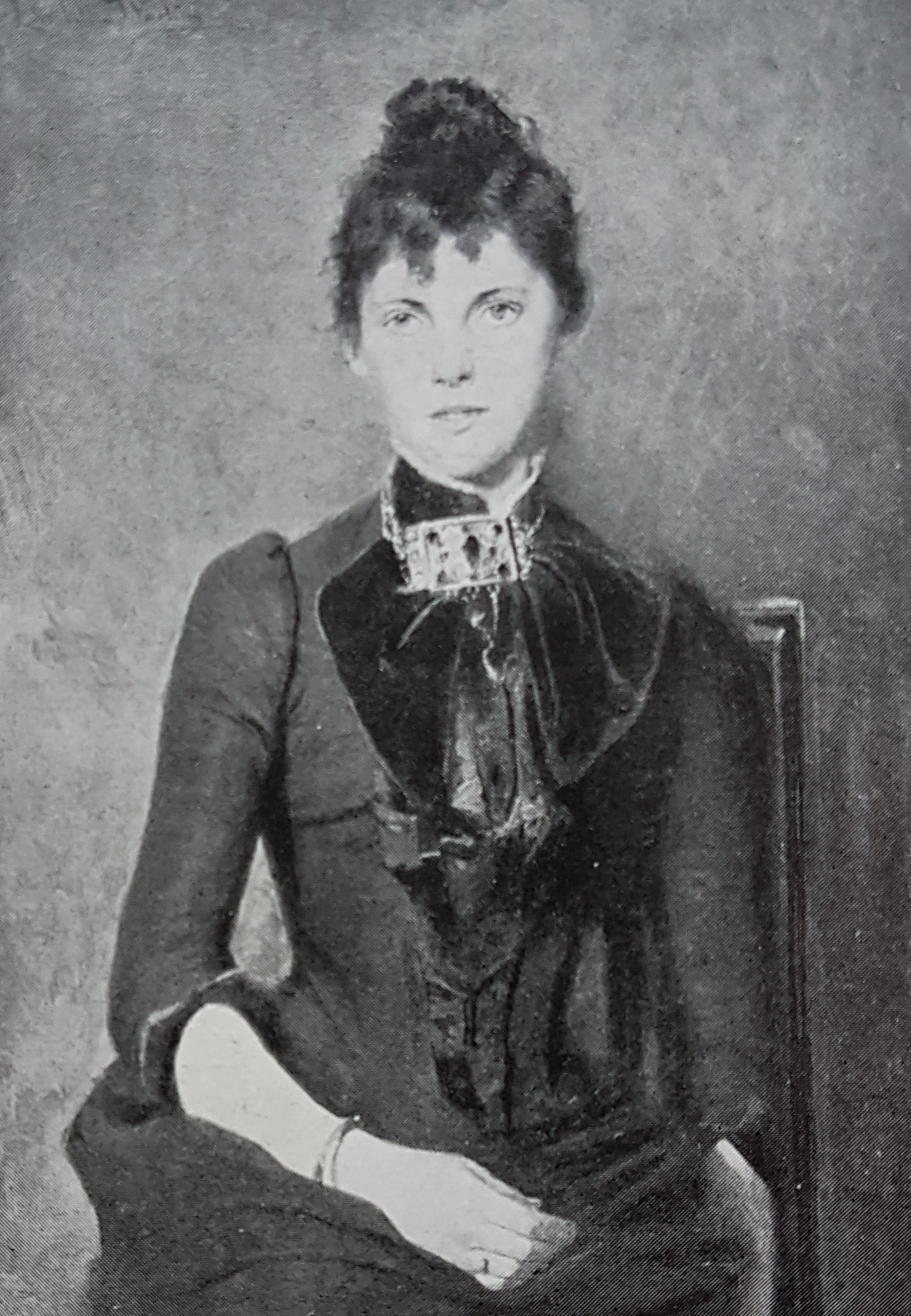
Porträtt av Fru K (Gerda Roosval - Kallstenius)
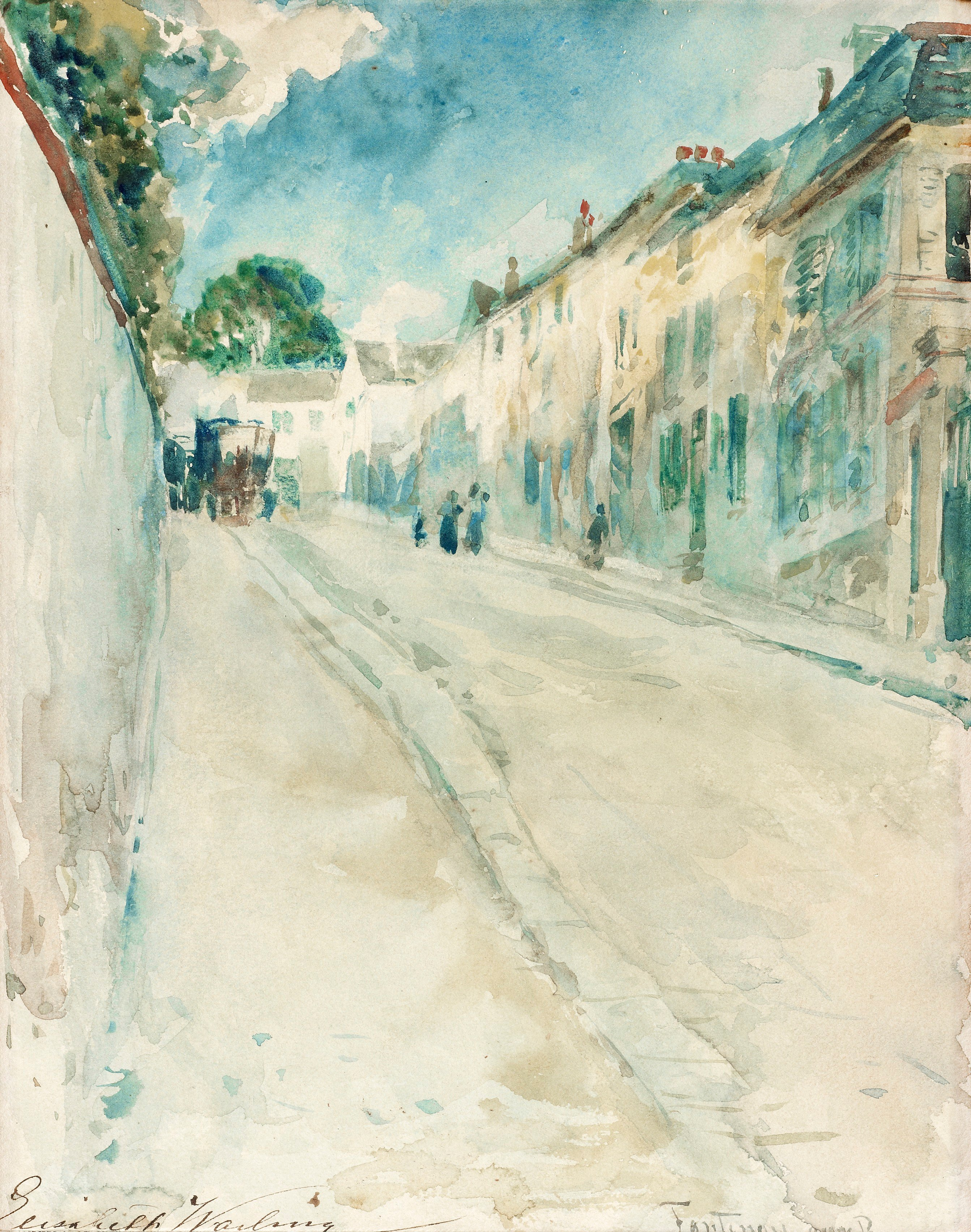
Fontenay aux Roses (u. å.)
Från ateljén (u. å.)